# Joakim Karlsson (kickboxare)
Joakim "Yukay" Karlsson, född 11 april 1971 i Stockholm, är en svensk professionell Muay Thai-kickboxare i welterviktklass som tränar för VBC, Vallentuna boxing camp och har vunnit 20 av 31 matcher. År 2007 var han med i reality-showen The Contender Asia, där han blev utslagen i avsnitt 10 av Sean Wright.